# Liste der Stolpersteine in Berlin-Gesundbrunnen
Die Liste der Stolpersteine in Berlin-Gesundbrunnen enthält die Stolpersteine im Berliner Ortsteil Gesundbrunnen im Bezirk Mitte, die an das Schicksal der Menschen erinnern, die im Nationalsozialismus ermordet, deportiert, vertrieben oder in den Suizid getrieben wurden. Die Spalten der Tabelle sind selbsterklärend. Die Tabelle erfasst insgesamt 99 Stolpersteine und ist teilweise sortierbar; die Grundsortierung erfolgt alphabetisch nach dem Familiennamen.
| Bild                              | Person                          | Adresse und Koordinate ()                           | Adresse und Koordinate () | Verlegedatum  | Information |
| --------------------------------- | ------------------------------- | --------------------------------------------------- | ------------------------- | ------------- | --- |
|                                   | Adelheid Alexander              | Iranische Straße 2                                  |                           | 22. Mai 2023  | |
|                                   | Siegfried Alexander             | Iranische Straße 2                                  |                           | 22. Mai 2023  | |
|                                   | Paul Arenberg                   | Bastianstraße 11                                    |                           | 22. Nov. 2014 | Paul Arenberg, geboren am 12. Mai 1878 in Berlin. War jahrzehntelang Parlamentsstenograf im Preußischen Landtag, bis er 1933 als Jude aus dem Staatsdienst entlassen wurde. Nachdem er sich den rechten Arm gebrochen hatte und für Zwangsarbeit nicht mehr zu gebrauchen war, wurde er im März 1943 nach Auschwitz deportiert. |
|                                   | Alfred Barkowsky                | Badstraße 58                                        | 52.551505 13.382823       | Nov. 2009     | Alfred Barkowsky, geboren am 14. März 1924 in Berlin, Sohn von Frieda und Isaak Barkowsky; ledig; arbeitete zuletzt als Tischler im Holzverarbeitungswerk der Gebrüder Hauk für wöchentlich ca. 25 bis 30 Reichsmark; Deportation am 26. Februar 1943 mit dem 30. Osttransport von Berlin in das Vernichtungslager Auschwitz. |
|                                   | Frieda Barkowsky                | Badstraße 58                                        | 52.551505 13.382824       | Nov. 2009     | Frieda Heymann, geboren am 29. November 1893 in Berlin; verheiratet mit Isaak Barkowsky, gemeinsame Kinder Margot Lilly (1922) und Alfred (1924); Deportation am 26. Februar 1943 mit dem 30. Osttransport von Berlin in das Vernichtungslager Auschwitz. Für ihre Tochter Margot Lilly verheiratete Loewenthal, den Ehemann Walter und die Schwiegereltern wurden 2010 am ehemaligen Wohnort in Berlin-Wilmersdorf Stolpersteine verlegt. |
|                                   | Friederike Barkowsky            | Badstraße 58                                        | 52.551505 13.382822       | Nov. 2009     | Friederike Barkowsky, geboren am 13. Januar 1899 in Schippenbeil (poln. Sępopol), Tochter von Ida Rothschild und Wolf Barkowsky, Schwester von Isaak Barkowsky; 1926 verheiratet mit dem Kaufmann Hermann Barkowski aus Wittenberge (geb. am 5. Oktober 1899 in Steinau), gemeinsame Tochter Ilse; zuletzt als Arbeiterin bei Siemens-Halske beschäftigt, für einen Wochenlohn von 20 Reichsmark; wohnte mit ihrer Tochter in der Vierzimmerwohnung der Familie ihres Bruders; Deportation am 26. Februar 1943 mit dem 30. Osttransport von Berlin in das Vernichtungslager Auschwitz. Ein Gerichtsvollzieher bewertete am 5. Mai 1943 das Inventar von Friederike und ihrer Tochter Ilse auf 1530 Reichsmark, der Erlös ging an das Deutsche Reich. Ihr Ehemann Hermann Barkowski soll nach Shanghai ausgewandert und 1945 zurückgekehrt sein. |
|                                   | Ilse Barkowsky                  | Badstraße 58                                        | 52.551506 13.382823       | Nov. 2009     | Ilse Barkowsky, geboren am 3. November 1927 in Berlin, Tochter von Friederike und Hermann Barkowski; arbeitete als Maschinenarbeiterin bei der Firma Krauspe für einen Wochenlohn von 18 Reichsmark; Deportation am 26. Februar 1943 mit dem 30. Osttransport von Berlin in das Vernichtungslager Auschwitz. Ihr Vater Hermann Barkowski soll nach Shanghai ausgewandert und 1945 zurückgekehrt sein. |
|                                   | Isaak Barkowsky                 | Badstraße 58                                        | 52.551504 13.382823       | Nov. 2009     | Isaak Isidor Barkowsky, geboren am 26. September 1886 in Friedland, Bruder von Friederike Barkowsky; verheiratet mit Frieda Heymann, gemeinsame Kinder Margot Lilly (1922) und Alfred (1924); die Familie wohnte seit 1909 in einer Vierzimmerwohnung in der Badstraße 58 mit einer monatlichen Miete von zuletzt 70 Reichsmark; betrieb mit seinen Brüdern in Wedding vier Bekleidungsgeschäfte, nach dem Berufsverbot als Selbstständiger arbeitete er beim Siemens-Kabelwerk für wöchentlich ca. 25 bis 30 Reichsmark; Deportation am 26. Februar 1943 von Berlin in das Vernichtungslager Auschwitz, ebenda am 28. Februar 1943 ermordet Das Bankguthaben in Höhe von 865 Reichsmark und der Erlös des Inventars der Familie, durch einen Gerichtsvollzieher am 5. Mai 1943 auf 1034 Reichsmark bewertet, ging an das Deutsche Reich. Für seine Tochter Margot Lilly verheiratete Loewenthal, den Ehemann Walter und die Schwiegereltern wurden 2010 am ehemaligen Wohnort in Berlin-Wilmersdorf Stolpersteine verlegt. |
|                                   | Konrad Behrendt                 | Hussitenstraße 7–8B                                 | 52.537142 13.389575       | Juli 2008     | Konrad Behrendt, geboren am 4. August 1902 in Berlin, von Beruf Bäcker und später Mitarbeiter der BVG und Stadtverordneter; Arbeit in der verbotenen RGO (Revolutionäre Gewerkschafts-Opposition) im Bezirk Wedding, 1935 verhaftet und am 29. April 1936 vom Volksgerichtshof zu acht Jahren Zuchthaus verurteilt, starb in der Krankenabteilung des Zuchthauses Luckau am 20. Mai 1943 nach offizieller Angabe an Lungentuberkulose. |
|                                   | Grete Blum                      | Ackerstraße 83–84                                   | 52.539498 13.382358       | Aug. 2011     | geborene Hackel, geboren am 21. Juni 1891 in Berlin; Deportation am 17. November 1941 von Berlin in das Ghetto Kowno (Kauen) Fort IX, ebenda am 25. November 1941 ermordet. |
|                                   | Wilhelm Böse                    | Grüntaler Straße 32                                 |                           | 24. Juni 2023 | |
|                                   | Erich Dawideit                  | Brunnenstraße 118                                   | 52.541303 13.393346       | 8. Juni 2009  | geboren am 23. März 1909 in Berlin, Mitglied der Saefkow-Jacob-Bästlein-Organisation; Gefangenschaft im Februar 1945 im Gebiet des späteren Jugoslawien, in Veles unter ungeklärten Umständen ums Leben gekommen. |
|                                   | Benno Ehrmann                   | Badstraße 64                                        |                           | 22. März 2017 | |
|                                   | Helene Ehrmann                  | Badstraße 64                                        |                           | 22. März 2017 | |
|                                   | Kurt Salomon Elkan              | Pankstraße 55                                       |                           | 15. Feb. 2023 | |
|                                   | Hermann Finkelstein             | Hussitenstraße 6                                    | 52.536955 13.389949       | Okt. 2011     | geboren am 6. April 1899 in Ellernthal im Kreis Pillkallen, Eltern Max Meyer und Marta Finkelstein; Deportation am 3. März 1943 von Berlin in das Vernichtungslager Auschwitz, ebenda ermordet |
|                                   | Marta Finkelstein               | Hussitenstraße 6                                    | 52.536954 13.389949       | Okt. 2011     | Marta bzw. Martha Balschowski, geboren am 22. Dezember 1875 in Luschen im Kreis Gumbinnen, wohnte vor dem Krieg in Gumbinnen, später in Berlin, verheiratet mit Max Meyer Finkelstein, hatten zusammen zwei Kinder; Deportation am 25. Januar 1942 von Berlin in das Ghetto nach Riga, über den Todesort gibt es unterschiedliche Angaben, wahrscheinlich wurde sie in Riga ermordet, bekannt durch die Angaben in der zentralen Datenbank von Yad Vashem ist, dass die Tochter Miriam den Holocaust überlebt hatte, und das Ghetto Theresienstadt als Todesort ihrer Mutter angibt |
|                                   | Max Meyer Finkelstein           | Hussitenstraße 6                                    | 52.536956 13.389949       | Okt. 2011     | geboren am 15. Juli 1871 in Sodargen bei Ebenrode (russ. Nesterow), wohnte vor dem Krieg in Gumbinnen, später in Berlin, verheiratet mit Marta Finkelstein, hatten zusammen zwei Kinder; Deportation am 25. Januar 1942 von Berlin in das Ghetto in Riga, als Todesort wird Riga oder das Ghetto in Theresienstadt angegeben |
|                                   | Martin Fleischmann              | Stockholmer Straße 28 (ehem. Stockholmer Straße 29) | 52.560706 13.384136       | Okt. 2010     | geboren am 22. November 1892 in Berlin, verheiratet mit Ellie Fleischmann, hatten zusammen zwei Kinder, von Beruf Schneidermeister; von der SA misshandelt und an den Folgen am 2. August 1944 in Berlin gestorben |
|                                   | Sonja Fleischmann               | Stockholmer Straße 28 (ehem. Stockholmer Straße 29) | 52.560706 13.384135       | Okt. 2010     | geboren am 3. November 1926 in Berlin, Tochter von Martin und Ellie Fleischmann; ein Scharführer der Weddinger Hitlerjugend misshandelte sie 1935 nach einem Wortwechsel vor dem Elternhaus, sie starb kurze Zeit später an den Folgen. |
|                                   | Anneliese Gattel                | Prinzenallee 58                                     | 52.557945 13.385462       | 11. Mai 2016  | Anneliese Gattel, geborene Hirsch, geboren am 3. August 1890 in Massow (poln. Maszewo). Zur Volkszählung 1939 wohnte sie in der Dahlmannstraße 16 in Berlin-Charlottenburg. Am 5. September 1942 wurde sie von Berlin nach Riga deportiert. Ebenda wurde sie am 8. September 1942 ermordet. |
|                                   | Ella Gattel                     | Prinzenallee 58                                     | 52.557944 13.385462       | 26. Sep. 2006 | Ella Gattel, geb. Pinthus, am 23. Juli 1884 in Halle. Sie wurde gemeinsam mit ihrem Ehemann Richard am 11. September 1942 mit dem 62. Alterstransport nach Theresienstadt deportiert. Sie starb dort am 15. März 1944. Die beiden Töchter des Ehepaars, Anni (Jg. 1913) und Lotte konnten 1936 und 1938 nach Palästina auswandern und überlebten so den Holocaust. |
|                                   | Max Gattel                      | Prinzenallee 58                                     | 52.557946 13.385462       | 11. Mai 2016  | Max Gattel wurde am 15. Oktober 1875 in Berlin geboren. Zur Volkszählung 1939 wohnte er in der Dahlmannstraße 16 in Berlin-Charlottenburg. Am 5. September 1942 wurde er von Berlin nach Riga deportiert. Ebenda wurde er am 8. September 1942 ermordet. |
|                                   | Richard Gattel                  | Prinzenallee 58                                     | 52.557944 13.385461       | 26. Sep. 2006 | Richard Gattel, geb. am 3. Juni 1870 in Berlin. Er wurde gemeinsam mit Seiner Ehefrau Ella am 11. September 1942 mit dem 62. Alterstransport nach Theresienstadt deportiert. Er verstarb am 29. Januar 1943. Die Brüder Richard und Max Gattel führten in der Prinzenallee 58 die Hutfabrik ihres Vaters weiter, die 1932 schließen musste. In Erinnerung an den Bürgersinn der Familie Gattel entstand die Gattel-Stiftung. |
|                                   | Heinz Karl Gerigk               | Wriezener Straße 31                                 |                           | 13. Okt. 2023 | |
| Stolperstein Paul Albert Grünberg | Paul Albert Grünberg            | Swinemünder Straße 47                               |                           | 9. Nov. 2021  | Paul Albert Grünberg wurde 1882 geboren. Er wurde am 26. Juli 1942 im KZ-Sachsenhausen ermordet. |
|                                   | Kurt Heilbronn                  | Wiesenstraße 23                                     |                           |               | |
|                                   | Joel Abel Hopp                  | Badstraße 64                                        | 52.550574 13.384428       | Juni 2003     | geboren am 6. Oktober 1940 in Berlin, Sohn von Ruth und Rudolf Hopp; Deportation am 19. Oktober 1942 von Berlin nach Riga, ebenda am 22. Oktober 1942 ermordet |
|                                   | René Hopp                       | Badstraße 64                                        | 52.550574 13.384427       | Juni 2003     | geboren am 19. September 1938 in Berlin, Sohn von Ruth und Rudolf Hopp; Deportation am 19. Oktober 1942 von Berlin nach Riga, ebenda am 22. Oktober 1942 ermordet |
|                                   | Rudolf Hopp                     | Badstraße 64                                        | 52.550574 13.384426       | Juni 2003     | geboren am 8. Dezember 1914 in Berlin, verheiratet mit Ruth Ehrmann, hatten zusammen zwei Kinder; Deportation am 19. Oktober 1942 von Berlin nach Riga, ebenda am 22. Oktober 1942 ermordet |
|                                   | Ruth Hopp                       | Badstraße 64                                        | 52.550575 13.384427       | Juni 2003     | geborene Ehrmann, geboren am 3. Januar 1920 in Herrnstadt (poln. Wąsosz), verheiratet mit Rudolf Hopp, hatten zusammen zwei Kinder; Deportation am 19. Oktober 1942 von Berlin nach Riga, ebenda am 22. Oktober 1942 ermordet |
|                                   | Cäsar Horn                      | Jasmunder Straße 13                                 | 52.540217 13.387392       | 26. Sep. 2015 | Cäsar Horn, geboren am 18. Mai 1914 in Berlin; von Beruf kaufmännischer Angestellter; seit 1932 KPD-Mitglied; 1936 zu 18 Monaten Gefängnis verurteilt; 1939 von der Wehrmacht zum 67. Infanterie-Regiment verpflichtet; hatte Kontakt zu Werner Seelenbinder, Robert Uhrig und Anton Saefkow; forderte in Flugblättern Soldaten zum Desertieren auf, Gestapo ermittelte ihn als Absender, am 9. Juli 1944 verhaftet, vom Volksgerichtshof am 23. Januar 1945 zum Tod verurteilt, am 19. März 1945 in Brandenburg-Görden mit dem Fallbeil ermordet |
|                                   | Hilde Horwitz                   | Badstraße 61                                        | 52.550958 13.383785       | Juni 2003     | geborene Seckelson, geboren am 6. Juli 1914 in Berlin, verheiratet mit Walter Horwitz; Deportation am 14. Dezember 1942 von Berlin in das Vernichtungslager Auschwitz. |
|                                   | Tana Horwitz                    | Badstraße 61                                        | 52.550958 13.383786       | Juni 2003     | geboren am 4. Februar 1942 in Berlin, Tochter von Hilde und Walter Horwitz; Deportation am 14. Dezember 1942 von Berlin in das Vernichtungslager Auschwitz. |
|                                   | Walter Horwitz                  | Badstraße 61                                        | 52.550958 13.383784       | Juni 2003     | geboren am 18. März 1909 in Lüneburg, verheiratet mit Hilde Seckelson; Deportation am 14. Dezember 1942 von Berlin in das Vernichtungslager Auschwitz, ebenda am 19. Januar 1943 für tot erklärt. |
|                                   | Friedrich Jendrosch             | Osloer Straße 64                                    |                           | 8. Okt. 2022  | geboren am 22. Mai 1890 in Lomnitz (poln. Łomnica), seit 1919 KPD-Mitglied; verheiratet mit Hedwig Jendriosch, geborene Kroll. Am 24. Juli 1944 Verhaftung durch die Gestapo und Deportation ins KZ Sachsenhausen. Dort Ermordung am 28. November 1944. |
|                                   | Hermann Joseph                  | Neue Hochstraße 10                                  | 52.540057 13.375799       | 12. Apr. 2010 | geboren am 12. Juni 1886 in Labischin (poln. Łabiszyn), verheiratet mit Recha Seide, von Beruf Tiefbauarbeiter; Deportation am 17. März 1943 von Berlin in das Ghetto Theresienstadt, weitere Deportation am 1. Oktober 1944 in das Vernichtungslager Auschwitz. |
|                                   | Recha Joseph                    | Neue Hochstraße 10                                  | 52.540057 13.375798       | 12. Apr. 2010 | geborene Seide, geboren am 17. Dezember 1885 in Czarnikau (poln. Czarnków), verheiratet mit Hermann Joseph; Deportation am 17. März 1943 von Berlin in das Ghetto Theresienstadt, weitere Deportation am 1. Oktober 1944 in das Vernichtungslager Auschwitz. |
|                                   | Georg Juliusburger              | Heinz-Galinski-Straße 1                             | 52.555545 13.371854       | Mai 2011      | geboren am 18. Dezember 1886 in Berlin; Deportation in das Konzentrationslager Mauthausen, starb ebenda am 5. Juni 1941 |
|                                   | Rudolf Juliusburger             | Heinz-Galinski-Straße 1                             | 52.555545 13.371853       | Mai 2011      | geboren am 5. Oktober 1924 in Berlin; Deportation am 17. Mai 1943 von Berlin in das Vernichtungslager Auschwitz |
|                                   | Paul Junius                     | Rügener Straße 22                                   | 52.545421 13.392772       | 13. Sep. 2008 | Paul Junius, geboren am 10. Juli 1901 in Berlin, war ein deutscher Kommunist und Widerstandskämpfer gegen den Nationalsozialismus. Als Mitglied der Gruppe um Anton Saefkow wurde er am 13. Juli 1944 verhaftet und am 26. Oktober 1944 am "Volksgerichtshof" zum Tode verurteilt. Das Urteil wurde am 4. Dezember 1944 in Zuchthaus Brandenburg-Görden vollstreckt. |
|                                   | Erna Kaufmann                   | Schulstraße 58                                      |                           | 29. Aug. 2021 | |
|                                   | Jacob Kaufmann                  | Schulstraße 58                                      |                           | 29. Aug. 2021 | |
|                                   | Paul Knorr                      | Bornemannstraße 14                                  | 52.550078 13.371522       | 8. Juni 2009  | geboren am 2. Dezember 1898 in Berlin, von Beruf Dreher im Elektromotorenwerk (Elmo-Werk) der Siemens-Schuckert-Werke AG, Mitglied der Saefkow-Jacob-Bästlein-Organisation, Festnahme im Sommer 1944, wurde misshandelt, nahm sich am 16. September 1944 im Polizeipräsidium Berlin-Alexanderplatz das Leben |
|                                   | Hermann Korus                   | Heinz-Galinski-Straße 8 früher Schulstraße 71       | 52.555889 13.372449       | 8. Juni 2009  | geboren am 18. März 1888 in Berlin, von Beruf Buchdrucker, gehörte dem Berliner Arbeiterwiderstand an, in der Saefkow-Jacob-Bästlein-Organisation aktiv, versteckte zeitweilig seinen Freund Willi Bänsch, am 12. November 1944 zusammen mit der Schwester verhaftet, Korus und Bänsch wurden am 4. Dezember 1944 vom Volksgerichtshof zum Tode verurteilt, seine Schwester zu sieben Jahren Zuchthaus, im Zuchthaus Brandenburg-Görden wurden Korus und Bänsch am 11. Dezember 1944 hingerichtet |
|                                   | Ernestine Krautwurst            | Hussitenstraße 34 Ecke Scheringstraße 1             | 52.542045 13.382796       | Okt. 2011     | geborene Weit, geboren am 15. August 1875 in Wola Rogowska; Deportation am 27. August 1942 von Berlin in das Ghetto Theresienstadt, starb ebenda am 6. September 1942 nach offizieller Todesfallanzeige an Gastroenteritis. |
|                                   | Paul Kuchenbäcker               | Osloer Straße 7 früher Christianastr. 7             | 52.555873 13.387607       | 27. Apr. 2012 | geboren am 11. Juli 1901 in Bärenwalde, von Beruf Schlosser, trat 1925 aus der evangelischen Kirche aus und wurde Zeuge Jehovas; 1943 Einberufung, verweigerte den Dienst an der Waffe und die Vereidigung, kam nach seiner Verhaftung am 30. Juni 1943 in das Zuchthaus Brandenburg-Görden, am 7. Oktober 1943 vom Reichskriegsgericht zum Tode verurteilt, am 5. November 1943 im Zuchthaus Halle/Saale enthauptet |
|                                   | Fritz Kweller                   | Vinetaplatz 7                                       |                           | 17. Feb. 2022 | |
|                                   | Heinz Lehmann                   | Swinemünder Straße 83                               | 52.544216 13.396413       | 8. Juni 2009  | 1911 in Berlin geboren, von Beruf kaufmännischer Angestellter, in der Saefkow-Jacob-Bästlein-Organisation aktiv; Festnahme am 15. Mai 1944, aus Mangel an Beweisen vom Kammergericht Berlin am 15. Februar 1945 freigesprochen; Deportation am 15. Mai 1944 von Berlin in das Konzentrationslager Flossenbürg (Nebenlager Lengenfeld), ebenda Ende April 1945 von der SS ermordet. |
|                                   | Georg Leichtmann                | Schulstraße 51                                      | 52.552742 13.369649       | 8. Juni 2009  | 1893 in Berlin geboren, heiratete seine Frau Margarete 1929, von Beruf Schlosser, in der Saefkow-Jacob-Bästlein-Organisation aktiv; im November 1943 ausgebombt, zog mit der Familie nach Thomsdorf (Boitzenburger Land), nach Denunziation wurde er gesucht, Festnahme am 7. Dezember 1944, versuchte sich dieser zu entziehen und erlitt dabei eine Schussverletzung, Internierung im Krankenrevier des KZ Ravensbrück, nach zwei Monaten entlassen; erneut am 21. Februar 1945 verhaftet, Verurteilung zum Tode durch ein Sonderstrafsenat beim Kammergericht Berlin am 24. März 1945, am 18. April 1945 im Strafgefängnis Berlin-Plötzensee hingerichtet |
|                                   | Johanna Leschnik                | Badstraße 44                                        |                           | 7. März 2018  | |
|                                   | Michaelis Leschnik              | Badstraße 44                                        |                           | 7. März 2018  | |
|                                   | Gertrud Löwi                    | Uferstraße 13                                       | 52.550602 13.373503       | 20. Juli 2012 | geborene Kychenthal, geboren am 30. November 1899 in Schwerin, verheiratet mit Richard Löwi, hatten zusammen zwei Kinder; Deportation am 20. November 1942 von Berlin in das Ghetto Theresienstadt, weitere Deportation am 9. Oktober 1944 in das Vernichtungslager Auschwitz; für die Tochter konnten die Eltern die Ausreise mit einem Kindertransport nach England einreichen |
|                                   | Hanns Löwi                      | Uferstraße 13                                       | 52.550601 13.373503       | 20. Juli 2012 | geboren am 18. November 1927 in Berlin, Sohn von Gertrud und Richard Löwi; Deportation am 20. November 1942 von Berlin in das Ghetto Theresienstadt, weitere Deportation am 28. September 1944 nach Auschwitz und am 10. Oktober 1944 in das Konzentrationslager Dachau (Arbeitslager Landsberg), starb ebenda am 26. März 1945. |
|                                   | Richard Löwi                    | Uferstraße 13                                       | 52.550602 13.373502       | 20. Juli 2012 | geboren am 29. August 1893 in Neukalen, verheiratet mit Gertrud Kychenthal, hatten zusammen zwei Kinder, von Beruf Kaufmann und betrieb ein Textilgeschäft; Deportation am 20. November 1942 von Berlin in das Ghetto Theresienstadt, weitere Deportation am 29. September 1944 in das Vernichtungslager Auschwitz. |
|                                   | Alfons Manasse                  | Eulerstraße 25                                      | 52.552348 13.388667       | 19. Juli 2003 | geboren am 1. Juli 1902 in Wreschen (poln. Września), verheiratet mit Ruth Zilversmit; Deportation am 9. Dezember 1942 von Berlin in das Vernichtungslager Auschwitz. |
|                                   | Gittel Manasse                  | Eulerstraße 25                                      | 52.552348 13.388666       | 19. Juli 2003 | geboren am 19. Dezember 1938 in Berlin, Tochter von Ruth und Alfons Manasse; Deportation am 9. Dezember 1942 von Berlin in das Vernichtungslager Auschwitz. |
|                                   | Ingrid Manasse                  | Eulerstraße 25                                      | 52.552347 13.388667       | 19. Juli 2003 | geboren am 15. Februar 1930 in Berlin, Tochter von Ruth und Alfons Manasse; Deportation am 9. Dezember 1942 von Berlin in das Vernichtungslager Auschwitz. |
|                                   | Ruth Manasse                    | Eulerstraße 25                                      | 52.552348 13.388668       | 19. Juli 2003 | geborene Zilversmit, geboren am 23. November 1905 in Berlin, verheiratet mit Alfons Manasse; Deportation am 9. Dezember 1942 von Berlin in das Vernichtungslager Auschwitz. |
|                                   | Jakob Marek                     | Zingster Straße 3                                   | 52.550683 13.388546       | 11. Mai 2016  | Jakob (auch Jacob) Marek wurde am 27. Januar 1907 in Nowy Sącz (dt. Neu Sandez) geboren. Am 19. Mai 1944 wurde er nach Auschwitz deportiert, von dort kam er am 28. Oktober 1944 in das Konzentrationslager Stutthof, bereits am 17. November 1944 wurde er nach Echterdingen deportiert, ein Außenlager des Konzentrationslagers Natzweiler. Weiter deportiert wurde er zwischen dem 20. und 30. Januar 1945 nach Ohrdruf, ein Außenlager des Konzentrationslagers Buchenwald. Im Konzentrationslager Bergen-Belsen wurde er 1945 ermordet. |
|                                   | Walter Mayer                    | Reinickendorfer Straße 15                           |                           | 30. Nov. 2013 | Walter Mayer, geboren am 6. Juni 1892 in Nußloch bei Heidelberg, Sohn von Karolina oder Karoline und Albert Mayer; wohnte in Ratibor und wahrscheinlich erst während des Krieges in Berlin; verheiratet mit Herta Fränkel, gemeinsamer Sohn Arie; von Beruf Ingenieur; Deportation am 17. Mai 1943 mit dem 38. Osttransport von Berlin in das Vernichtungslager Auschwitz. Durch die Angaben in der zentralen Datenbank von Yad Vashem ist bekannt, dass der Sohn Arie den Holocaust überlebt hatte. |
|                                   | Erich Michaelis                 | Reinickendorfer Straße 28                           | 52.546975 13.369531       | 20. Juli 2012 | Erich Michaelis, geboren am 7. Februar 1895 in Pielburg, wurde am 9. Dezember 1942 mit dem 24. Osttransport nach Auschwitz deportiert und dort ermordet. Das Todesdatum ist unbekannt. |
|                                   | Johanna Charlotte Michaelis     | Reinickendorfer Straße 28                           | 52.546975 13.369532       | 20. Juli 2012 | Johanna Charlotte Michaelis, geb. Hirsch, geboren am 6. März 1899 in Bad Lausick, wurde am 9. Dezember 1942 mit dem 24. Osttransport nach Auschwitz deportiert und dort ermordet. Das Todesdatum ist unbekannt. |
|                                   | Robert Mielzynski               | Wiesenstraße 15                                     |                           | 8. Mai 2019   | |
|                                   | Irma Petzold                    | Ackerstraße 83–84                                   | 52.539498 13.382357       | Aug. 2011     | geborene Hackel, geboren am 28. Oktober 1880 in Berlin; Deportation am 10. Januar 1944 von Berlin nach Theresienstadt, starb ebenda am 15. Mai 1944 |
|                                   | Eugen Poppelauer                | Eulerstraße 21                                      | 52.552871 13.389613       | 19. Juli 2003 | geboren am 24. Januar 1909 in Breslau, verheiratet mit Gerda Preuss, hatten zusammen eine Tochter, von Beruf Kaufmann; Deportation am 12. März 1943 von Berlin in das Vernichtungslager Auschwitz. |
|                                   | Gerda Poppelauer                | Eulerstraße 21                                      | 52.552871 13.389614       | 19. Juli 2003 | geborene Preuss, geboren am 25. November 1908 in Berlin, verheiratet mit Eugen Poppelauer, hatten zusammen eine Tochter; Deportation am 12. März 1943 von Berlin in das Vernichtungslager Auschwitz. |
|                                   | Marianne Poppelauer             | Eulerstraße 21                                      | 52.552871 13.389612       | 19. Juli 2003 | geboren am 5. Juni 1937 in Berlin, Tochter von Gerda und Eugen Poppelauer; Deportation am 12. März 1943 von Berlin in das Vernichtungslager Auschwitz. |
|                                   | Hans Preuss                     | Eulerstraße 21                                      | 52.552884 13.389634       | 19. Juli 2003 | geboren am 4. Februar 1906 in Berlin, verheiratet mit Hildegard Wolff, hatten zusammen einen Sohn; Deportation am 3. Februar 1943 von Berlin in das Vernichtungslager Auschwitz. |
|                                   | Hildegard Preuss                | Eulerstraße 21                                      | 52.552884 13.389635       | 19. Juli 2003 | geborene Wolff, geboren am 17. April 1907 in Nakel (poln. Nakło), verheiratet mit Hans Preuss, hatten zusammen einen Sohn; Deportation am 3. Februar 1943 von Berlin in das Vernichtungslager Auschwitz. |
|                                   | Joachim Preuss                  | Eulerstraße 21                                      | 52.552884 13.389633       | 19. Juli 2003 | Joachim Michael Preuss, geboren am 8. Mai 1936 in Berlin, Sohn von Hildegard und Hans Preuss; Deportation am 3. Februar 1943 von Berlin in das Vernichtungslager Auschwitz. |
|                                   | Günter Rosen                    | Bellermannstraße 79–80                              | 52.552341 13.388272       | 19. Juli 2003 | geboren am 13. September 1918 in Berlin; Deportation am 26. Februar 1943 von Berlin in das Vernichtungslager Auschwitz. |
|                                   | Martha Rosen                    | Bellermannstraße 79–80                              | 52.552341 13.388271       | 19. Juli 2003 | Martha Hartstein, geboren am 9. November 1883 in Falkenburg (poln. Złocieniec); verheiratete Rosen; seit 1932 unter der Adresse wohnhaft, teilte sich zuletzt die Vierraumwohnung mit ihrem Sohn Günther und seiner Lebensgefährtin Gerda Bigmann, vermietete ein Zimmer an Anni Schlesinger; im Berliner Adressbuch von 1933 ist als Berufsbezeichnung „Gardinen“ vermerkt; in der Vermögenserklärung vom 17. Februar 1943 gab sie ein Guthaben bei der Dresdner Bank in Höhe von 17 Reichsmark an; Deportation zusammen mit ihrem Sohn und seiner Lebensgefährtin am 26. Februar 1943 mit dem 30. Osttransport von Berlin in das Vernichtungslager Auschwitz; am 15. April 1943 wurde das Wohnungsinventar auf 655,80 Reichsmark bewertet; Die Verlegung dieses Stolpersteins und weitere Stolpersteinverlegungen in den Ortsteilen Gesundbrunnen und Wedding im Jahr 2003 wurde durch den Bürgerverein Luisenstadt e. V. initiiert, der zusammen mit Schülern aus drei Weddinger Schulen (u. a. Ernst-Schering-Schule) ein Stolperstein-Projekt organisierte. Anni Schlesinger (geboren am 30. November 1901 in Friedrichshagen) wurde wenige Tage später am 2. März 1943 in das Vernichtungslager Auschwitz deportiert. An sie erinnert ein Stolperstein in Berlin-Friedrichshagen. |
|                                   | Hermann Scheffler               | Demminer Straße 13                                  | 52.542096 13.397954       | Sep. 2008     | Hermann Scheffler, geboren am 12. Februar 1893 in Königsberg i. d. Neumark (poln. Chojna), verheiratet mit Erna Scheffler, Berliner Stadtverordneter, 1933 durch Polizei- bzw. SA-Angehörige misshandelt und ermordet; in Hohen Neuendorf wurde 1947 eine Straße nach Hermann Scheffler benannt |
|                                   | Egmont Schultz                  | Soldiner Straße 8                                   |                           | 10. Apr. 2019 | |
|                                   | David Schumacher                | Iranische Straße 2                                  |                           | 12. März 2024 | |
|                                   | Friederike Franziska Schumacher | Iranische Straße 2                                  |                           | 12. März 2024 | |
|                                   | Ruth Jettka Schumacher          | Iranische Straße 2                                  |                           | 12. März 2024 | |
|                                   | Berta Schramm                   | Swinemünder Straße 36                               |                           | 9. Nov. 2021  | |
|                                   | Dora Schramm                    | Swinemünder Straße 36                               |                           | 9. Nov. 2021  | |
|                                   | Louis Schramm                   | Swinemünder Straße 36                               |                           | 9. Nov. 2021  | |
|                                   | Erika Esther Simon              | Badstraße 44                                        |                           | 7. März 2018  | |
|                                   | Heinz Simon                     | Badstraße 44                                        |                           | 7. März 2018  | |
|                                   | Käthe Simon                     | Badstraße 44                                        |                           | 7. März 2018  | |
|                                   | Leopold Simon                   | Badstraße 44                                        |                           | 7. März 2018  | |
|                                   | Micha Simon                     | Badstraße 44                                        |                           | 7. März 2018  | |
|                                   | Walter Strohmann                | Grüntaler Straße 30                                 | 52.554607 13.390862       | 19. Juli 2003 | geboren am 6. Oktober 1891 in Berlin, von Beruf Metallarbeiter, Kutscher und Gastronom; über den Todesort gibt es unterschiedliche Angaben: im Konzentrationslager Sonnenburg oder nach dem Stolperstein am 14. August 1944 im Zuchthaus Brandenburg |
|                                   | Fritz Timm                      | Papierstraße 5                                      |                           | 27. Nov. 2018 | |
|                                   | Fritz Tobias                    | Ritterlandweg 40                                    | 52.56061 13.37422         | März 2010     | Fritz Abraham Tobias wurde am 13. September 1895 in Wurzen geboren. Am 5. Dezember 1942 wurde er in Gesundbrunnen von der Geheimen Staatspolizei verhaftet. Er wurde am 5. März 1943 in Auschwitz ermordet. |
|                                   | Georg Wolff                     | Hochstraße 20                                       | 52.545791 13.379733       | Sep. 2009     | geboren am 12. Januar 1892 in Berlin; Deportation am 24. Oktober 1941 von Berlin in das Ghetto Litzmannstadt (Łódź), ebenda am 8. September 1942 gestorben |
|                                   | Rosalie Wolff                   | Hochstraße 20                                       | 52.545791 13.379732       | Sep. 2009     | geborene Magner, geboren am 14. Juni 1896 in Rogasen (poln. Rogoźno); Deportation am 24. Oktober 1941 von Berlin in das Ghetto Litzmannstadt (Łódź), weitere Deportation am 10. Juli 1944 in das Vernichtungslager Kulmhof (Chelmno), ebenda ermordet |
|                                   | Heinrich Wurzel                 | Swinemünder Straße 74                               | 52.545629 13.395298       | Juni 2005     | geboren am 30. November 1891 in Tarnow (poln. Tarnów), von Beruf Hutmacher; Inhaftierung im Konzentrationslager Sachsenhausen vom 13. September 1939 bis zu seinem Tod am 15. Juli 1940; über seinen Namen findet man unterschiedliche Angaben: das Gedenkbuch für die Opfer der Verfolgung der Juden listet ihn als Chaim Markus Wurzel, auf dem Stolperstein steht Heinrich Wurzel und Berlins Stolperstein-Portal schreibt Chaim (Heinrich) Wurzel. |
|                                   | Selma Wurzel                    | Swinemünder Straße 74                               | 52.545628 13.395298       | Juni 2005     | geborene Meyer, geboren am 14. Februar 1892 in Wirsitz (poln. Wyrzysk); Deportation am 6. März 1943 von Berlin in das Vernichtungslager Auschwitz. |
|                                   | Anna Zellmann                   | Hansastraße 17                                      |                           | 24. Nov. 2018 | |
|                                   | Emil J. Zellmann                | Hansastraße 17                                      |                           | 24. Nov. 2018 | |
|                                   | Taube Toni Zenner               | Bernauer Straße 76                                  |                           | 26. Nov. 2018 | |
|                                   | Benno Ziller                    | Brunnenstraße 114                                   | 52.542021 13.392819       | 30. März 2013 | wahrscheinlich der Sohn von Dwore und Ephraim Ziller; 1938 Zwangsausweisung ins polnische Zbąszyń (deutsch Bentschen), weiteres Schicksal unbekannt. |
|                                   | Dwore Ziller                    | Brunnenstraße 114                                   | 52.542021 13.392817       | 30. März 2013 | geborene Kornberg in Tlumatsch, verheiratet mit Ephraim Ziller, hatten zusammen drei Kinder; 1938 Zwangsausweisung ins polnische Zbąszyń (deutsch Bentschen), weiteres Schicksal unbekannt. Alternative Schreibweise des Namens: Dvora Ziller. |
|                                   | Ephraim Ziller                  | Brunnenstraße 114                                   | 52.542021 13.392818       | 30. März 2013 | 1882 in Tlumatsch geboren, verheiratet mit Dwore Kornberg, hatten zusammen drei Kinder, von Beruf Kaufmann; 1938 Zwangsausweisung ins polnische Zbąszyń (deutsch Bentschen), bekannt durch die Angaben in der zentralen Datenbank von Yad Vashem ist, dass der Bruder den Holocaust überlebt hatte, er gibt als Jahr und Ort für den Tod seines Bruders 1942 in Posen (polnisch Poznań) an. |